# 1810 Epimetheus
1810 Epimetheus là một tiểu hành tinh vành đai chính được phát hiện ngày 24 tháng 9 năm 1960 bởi Cornelis Johannes Van Houten, Ingrid Van Houten-Groeneveld, và Tom Gehrels ở Đài thiên văn Palomar gần Pauma Valley, California. Nó được đặt theo tên titan Epimetheus trong thần thoại Hy Lạp.